# Сисијан
Сисијан (јерм. Դաստակերտ) је град и општина смештена у најјужнијем јерменском марзу Сјунику на обалама реке Воротан. Удаљен је 115 км од административног центра марза Капана и 217 км од Јеревана (на свега 6 км јужније од ауто-пута који главни град земље повезује са Мегријем на југу).
Град лежи у зони умерено континенталне климе на надморској висини од око 1.600 км. Према подацима националне статистичке службе Јерменије у граду је 2010. живело око 16.735 становника што је за око 100 становника мање у односу на попис из 2001. године.
Подручје данашњег града током античког периода је било познато по имену Сисакан и према Мовзесу Хоренацком потиче од јерменске краљевске породице Сјуни.
Цело то подручје је кроз историју било део Јерменског краљевства и његове провинције Сјуник. Оближње насеље Шагат је у периоду од 4. до 10. века било дворско и религиозно седиште Сјуника.
Најзначајнији културни споменици у граду и његовој околини су Црква светог Ованеса из VII века, а у близини се налази и мегалитска структура Зорац-Карер стара 7.500 година која је највероватније служила као опсерваторија.
Нешто северније од града, узводно на реци Шаки (притоци Воротана) налази се 18 m висок Шакински водопад.

## Градови побратими
- Неа Смирни, Грчка
- Слуцк, Белорусија

## Галерија
- Црква светог Ованеса из 691.
- Зорац-Карер